# 蒋文兰
蒋文兰（1948年10月—），江苏淮阴人，中华人民共和国政治人物。
毕业于甘肃农业大学草原系草原专业。1986年，担任云贵高原草地实验站站长。1998年，担任甘肃省农业厅厅长。2004年12月，任甘肃省委常委，省农牧厅厅长。2006年11月，任甘肃省委常委、省纪委书记、省委统战部部长。